# 427 Galene
427 Galene è un asteroide della fascia principale del diametro medio di circa 29,98 km. Scoperto nel 1897, presenta un'orbita caratterizzata da un semiasse maggiore pari a 2,9737995 UA e da un'eccentricità di 0,1175055, inclinata di 5,12745° rispetto all'eclittica.
Il suo nome è dedicato a Galena, nella mitologia greca, una ninfa delle Nereidi.